# Ladino nyelv
A ladino nyelv (ladino, sefardí, djudeo-espanyol vagy djudezmo, zsidóspanyol) egy középkorban elszakadt, régies kasztíliai spanyol nyelvváltozat, amely a Spanyolországból kiűzött zsidó családok ajkán máig fennmaradt. Beszélőinek száma Izraelben, Törökországban, a Balkán-félszigeten (Görögországban és Bulgáriában), illetve Amerikában mintegy 110 000, akik valamennyien kétnyelvűségben élnek az adott ország nyelvével; egynyelvű anyanyelvi beszélői nincsenek. A héber írást és a latin ábécét – a sztenderd spanyoltól eltérően teljes mértékben hangjelölő formában – egyaránt használják. A modern kasztíliai spanyollal (elszórva néhány régies, illetve a héberből és más nyelvekből átvett szó kivételével) teljes mértékben kölcsönösen érthető.

## Az elnevezés eredete, egyéb nevek
A ladino szó eredete a latin latinus, „latin” (nem tévesztendő össze a ladinnal, amely  a rétoromán nyelv egyik változata). A ladino nyelv beszélői magukat szefárdoknak nevezik, a nyelvüket pedig szefardinak, a szó héber eredetű (Szfárád = Spanyolország). Spanyolul szintén ez az elnevezés a legelterjedtebb, bár használják rá a spanyol judeoespañol megnevezést is, ugyanennek ladino változata pedig a djudezmo vagy djudeo-espanyol (dzs-vel ejtve).

## Eltérések a spanyol köznyelvtől
A ladino gyakorlatilag a kasztíliai spanyol középkori kiejtését őrző változata, így például megmaradtak azok a prepalatális réshangok és zár-réshangok (magyar s, zs, dzs), amelyek a mai spanyolban már nincsenek meg, ennek megfelelően a mujer szó ejtése „muzser” és nem „mucher”, a spanyol ejemplo helyett enshemplo használatos, stb. Megőrizte a magyar v-nek megfelelő labiodentális réshangot (amit akkor ejtenek, amikor a spanyolban [β]-t ejtenének), eltűnt viszont a palatális-laterális réshang, a jésített l [λ], amely már a spanyolból is kiveszőben van (írásban ott az ll graféma jelöli), helyette mindenhol a magyar j-nek megfelelő hangot ejtik (a latin betűs írásban y-nal jelölik).
A ladino és a mai spanyol között a kölcsönös érthetőség nem jelent különösebb problémát, bár a szókincsben természetesen vannak eltérések, főleg héber és más nyelvű átvételek, illetve bizonyos szavak a spanyol köznyelvitől eltérő alakban fordulnak elő (például a spanyol recuerdo → ladino rekodro, a spanyol leer „olvasni” helyett a köznyelvben már elavult, görög-latin eredetű meldar szót használják, a vivir megfelelője a – spanyol köznyelvben művelt szóhasználatnak számító – morar, a Spanyolországban használatos os „nektek, titeket” névmás a ladinóban megőrízte a régies vos alakot – ugyanez a mai spanyolban bizonyos területeken alany- és megszólító esetben a tú helyett használatos, stb.).

## Írás és kiejtés
A nyelv lejegyzésére Izraelben a héber ábécét, Törökországban és a többi országban a latin ábécét használják. Az utóbbi a spanyol írástól eltérően teljes mértékben hangjelölő (fonetikus), vagyis minden betű egyetlen hangot jelöl (illetve minden hangnak csak egy betű felel meg). A latin betűs ábécé a következő 26 betűből áll:
a, b, ch, d, dj, e, f, g, h, i, j, k, l, m, n, ny, o, p, r, s, sh, t, u, v, y, z.
A magyartól eltérő betűk olvasata: a – rövid magyar á, ch – magyar cs, dj – dzs, j – zs, s – sz, sh – magyar s, és y – magyar j.

## A spanyol üldözés
1492 után a zsidókat távozásra kényszerítették Spanyolországból (héberül Szfárád, innen a nyelvváltozat önelnevezése is). Az innen elmenekült zsidók (a szefárdik, vagy szefárdok) szétszóródtak, Afrikában (Marokkó), Nyugat-Európában (a mai Franciaország, Németország, Olaszország), az oszmán-török uralom alatt álló európai területeken (mai Magyarország és szomszédai, a Balkán-félsziget), Kisázsiában (a mai Törökország) és a Kaukázusban. Leszármazottaik a 20. században az amerikai kontinensre is áttelepültek.

## Széttartó változatok
A szefárdok közösségei még az idegen nyelvi környezetben – akár még a jiddis nyelvet beszélő zsidók közösségein belül is – megőrizték nyelvüket, a 15-16. századi spanyol nyelvállapotban, bár a befogadó közeg nyelve hatással volt rá. Egyes közösségeikben ez a hatás fonetikai, nyelvtani változásokhoz, nyelvi újításokhoz, jövevényszavak nagyszámú átvételéhez vezettek.
A ladino esetében nem volt a jiddiséhez hasonló nyelvi egységesítő törekvés, így az egyes változatok egyre távolodnak egymástól.
A ladinó nyelv jelentős nyelvemlékei az 1547-ben Konstantinápolyban héber betűkkel, és az 1553-ban Ferrarában latin betűkkel héberből készült Biblia fordítások.
A ladinót 2001-ben mintegy kétszázezren beszélték.

## Magyarország
A török uralom idején Budán két helyen, a Várban és a mai Víziváros egy részén éltek ladinót és jiddist beszélő szefárdok, illetve askenázik. A Táncsics Mihály u. 2. szám alatt 1964 tavaszán tárták fel a szefárd közösség zsinagógáját. A honi szefárdik 1905-ben El Luzero címmel adtak ki újságot.

## Nyelvi példák

### Szövegminta
Idézet a ladino nyelvű Wikipédiából:
Esto es un proyekto internasional fesho por voluntarios, kon proposito de azer una ansiklopedia libre, aksesible, kolavorativa i en munchos idiomas. El objektivo es la plena transmision de savidoria i konosensias sin restriksiones editoriales ni komersiales.
Köznyelvi spanyolul:
Esto es un proyecto internacional hecho por voluntarios, con propósito de hacer una enciclopedia libre, accesible, colaborativa y en muchos idiomas. El objetivo es la plena transmisión de sabiduría y conocimientos sin restricciones editoriales ni comerciales.